# Webmàsters Independents en Català, de Cultura i d'Àmbits Cívics
Webmàsters Independents en Català, de Cultura i d'Àmbits Cívics, acrònim WICCAC, és una agrupació d'administradors de webs independents amb webs sense interès comercial, professional o polític i amb propòsits culturals, cívics i de promoció de la llengua catalana. L'objectiu bàsic de WICCAC és impulsar l'ús del català a Internet, especialment en els webs de les grans empreses i multinacionals amb presència en terres de parla catalana. WICCAC va néixer amb la finalitat de posar en contacte els webmàsters independents en català, intercanviar opinions i experiències i ajudar-se mútuament per fer i millorar els respectius webs i difondre’ls. Una de les activitats més rellevants és el Baròmetre de l'ús del català a Internet, elaborat per un dels coordinadors i creadors de l'agrupació, Joan Soler Martí, que actualitza cada mes amb la confecció d'un resum de situació, en el qual s'hi detallen els percentatges globals i per sectors de la presència del català en més de 3.000 webs analitzats. Aquest baròmetre fa també distincions a les empreses segons ús del català en un rànquing que també s'actualitza. La difusió de les activitats de WICCAC es fan mitjançant notes al web, difusió els mitjans de comunicació, xerrades i a través de la llista de correu WICCAC.

## Història
WICCAC va néixer el 16 de febrer del 2001 a partir dels promotors Carles Montoto, Ramon Torrents, Pere Forés i Joan Soler. Després de la participació en una tertúlia sobre la situació del català a Internet, al programa La Malla Ràdio de COMRàdio (ara La Xarxa) de Barcelona, el 12 de juny del 2002, va elaborar un petit estudi que seria l'embrió del baròmetre. De manera periòdica els seus membres han fet trobades en diferents indrets dels Països Catalans. Wiccac ha col·laborat activament amb altres organitzacions com Softcatalà, Plataforma per la Llengua, Fundació puntCAT, Viquipèdia en català o institucions públiques i mitjans de comunicació electrònics en català. Amb la Plataforma per la Llengua treballa periòdicament en la tramesa de cartes a empreses i sectors amb forts dèficits en l'ús del català als webs després d'un acord de col·laboració iniciat el 2007. L'any 2011 va celebrar els 10 anys, i el 2016 els 15. El 2016 tenia uns 120 membres actius.